# Світлодалекомір
Світлодалекомір або світловіддалемір (англ. lighttelemeter, light range finder; нім. Lichtwellenstreckenmessgerät, Licht-Telemeter) — прилад для виміру відстаней. 

## Принцип дії
Принцип дії світлодалекоміра ґрунтується на вимірюванні часу проходження світла від світлодалекоміра до відбивача або предмету і назад. Це так званий імпульсний метод. Відомі також фазові методи. При цьому безперервний оптичний сигнал модулюється частотою і посилається на предмет. Відбитий предметом сигнал приймається, підсилюється і порівнюється по фазі з модулюючим. По довжині хвилі модуляції та швидкості світла розраховується відстань до предмету. Є також фазово-імпульсні і рефрактометричні методи вимірювання відстані.

## Види
Крім того, за призначенням світлодалекоміри поділяють на:
- геодезичні
- топографічні
- прецизійні
- маркшейдерські

Основною вимогою щодо останніх є необхідність їх виготовлення у вибухобезпечному виконанні. 
В залежності від конструкції та необхідної точності за допомогою світлодалекоміри можуть бути виміряні відстані від 0,2 до 60000 м.